# Oravská Jasenica
Oravská Jasenica és un poble i municipi d'Eslovàquia que es troba a la regió de Žilina, al centre-nord del país.

## Demografia
| Godina             | 1994 | 2004    | 2014    | 2024    |
| ------------------ | ---- | ------- | ------- | ------- |
| Nombre de persones | 1412 | 1575    | 1789    | 1992    |
| Diferència         |      | +11,54% | +13,58% | +11,34% |

| Godina             | 2023 | 2024   |
| ------------------ | ---- | ------ |
| Nombre de persones | 1973 | 1992   |
| Diferència         |      | +0,96% |